# Milda Jakubcová
Milda Jakubcová (23. května 1899, Riga – 14. října 1979, Brno) byla lotyšská esperantistka žijící v Československu. V roce 1932 se vdala za esperantistu Františka Jakubce (1894–1968). Po druhé světové válce spoluzakládala esperantský kroužek v První brněnské strojírně.

## Dílo
Milda Jakubcová spolupracovala s mnoha esperantskými časopisy.

### Básnické sbírky
- Elektitaj versajoj
- Es-trado de animaloj

### Překlady
- Latva poezio